# Dietylostylbestrol
Dietylostylbestrol, dietylostilbestrol, DES, stylbestrol, stilbestrol (łac. diethylstilbestrolum) – organiczny związek chemiczny, pochodna trans-stylbenu. Jest to wycofany z użycia lek doustny, będący niesteroidowym estrogenem. Zsyntetyzowano go po raz pierwszy w 1938.
W 1941 został dopuszczony przez amerykańską Agencję Żywności i Leków do użytku w czterech wskazaniach: do leczenia gonokokowego zapalenia pochwy (po wprowadzeniu penicyliny zarzucono jego stosowanie w tym wskazaniu), zanikowego zapalenia pochwy, objawów przekwitania i do poporodowej supresji laktacji. Dietylostylbestrolu używano także jako środka antykoncepcyjnego „po stosunku”. W tym samym roku rozpoczęto badania nad leczeniem przerzutowego (czyli zaawansowanego) raka prostaty i przez następne czterdzieści lat dietylostylbestrol (i/lub orchidektomia) był standardem w jego terapii. Lek ten miał jednak niekorzystne skutki uboczne: w 1971 dowiedziono, że działa teratogennie, a u dziewczynek, których matki go zażywały, stwierdzany był jasnokomórkowy gruczolakorak pochwy. Dopiero w 1985 wprowadzenie leuproreliny ograniczyło jego stosowanie. Ostatni producent dietylostylbestrolu w Stanach Zjednoczonych, Eli Lilly, zaprzestał sprzedaży leku w 1997.